# Корсари: Повернення легенди
«Корсари: Повернення легенди» — рольова комп'ютерна гра. Також її можна віднести до симуляторів і екшенів. Розроблена командою Seaward.ru на рушії Storm 2.6 від гри Корсари III і видана компанією Акелла в 2007 році. Продовжує серію ігор «Корсари». Дія гри відбувається в XVII столітті в Карибському морі. Персонаж починає грати з 1 січня 1665 року. Як і в попередніх частинах, можна грати за одну з чотирьох фракцій — Англію, Францію, Голландію або Іспанію.

## Нововведення у грі
- Великі морські простори для досліджень, замість вигаданого архіпелагу — реально відтворені острови Карибського басейну
- Унікальний ігровий світ, який живе незалежно від героя
- Безліч квестів, які можна проходити різними способами
- Перероблений рушій Storm 2.5 (до версії рушія 2.6)
- Нова рольова система PIRATES
- Покращена бойова система

## Ігровий процес
На початку гри гравцеві доведеться вибираєте персонажа, за якого він буде грати — Дієго Еспіносу, Едварда Тіча, або за Олександра Ексквемеліна, після патча 1.2.3 з'являється ще більше героїв для вибору. Також ви вибираєте націю, складність гри — від юнги до неможливого, і тип героя — авантюрист, торговець або корсар, налаштовуєте бій і гру. Нова рольова система гри PIRATES, названа за першими літерами англійських найменувань характеристик героя — Power (Сила), Impression (Сприйняття), Реакція (Реакція), Authority (Лідерство), Talent (Навченість), Endurance (Витривалість), Success (Удача). Ці характеристики впливають на швидкість розвитку 14 умінь персонажа, які діляться на особисті (авторитет, легка зброя, середнє зброю, важка зброя, пістолети, везіння і скритність) і корабельні (навігація, влучність, знаряддя, абордаж, захист, ремонт, торгівля). Всі сюжетні персонажі — реальні історичні особи тієї епохи — Генрі Морган, Томас Модифорд, полковник Лінч, Бертран д'Ожерон, Франсуа л'Олоне, Джекмен, Петер Стэвезант, Рок Бразилець і інші, а квести побудовані на реальних подіях, що відбуваються в цей час загарбання Панами, іспанський Срібний флот.

### Архіпелаг
Острови: Антигуа, Барбадос, Бермуди, Гваделупа, Домініка, Кайман, Куба, Кюрасао, Мартиніка, Невіс, Пуерто-Рико, Сен Мартен, Теркс, Тортуга, Тринідад і Тобаго, Еспаньйола, Ямайка та інші.

### Цікаві факти
- у грі можна побачити деякі картини Айвазовського («Бриг «Меркурій», атакований двома турецькими кораблями», «Дев'ятий вал») написані в XIX столітті.
- також в грі чимало картин інших відомих художників, наприклад Рембрандт («автопортрет», «Нічний дозор»)
- в одному з квестів з'являється термінатор T-800, який нібито через помилку машини часу перемістився аж до XVII століття. Також він каже герою, що разом з ним перемістилася і його зброя — шотган, але у відповідному фільмі Кайл Різ говорить Сарі Конор, що через часовий портал неможливо переміщати неживі об'єкти (зброя, одяг).